# Романов, Владимир Гаврилович
Влади́мир Гаври́лович Рома́нов (род. 5 ноября 1938, Надеждинск, Свердловская область) — советский и российский учёный в области математики, академик РАН (2022). Лауреат Государственной премии СССР (1987).

## Биография
В 1961 году окончил механико-математический факультет МГУ по специальности механика, ученик А. Я. Сагомоняна.
С 1961 года работал в Институте математики СО АН СССР, с 1964 по 1987 год — в Вычислительном центре СО РАН. С 1987 года — заведующий лабораторией волновых процессов Института математики СО АН СССР.
Кандидат, доктор физико-математических наук (1970).
С 1962 года преподаёт в Новосибирском государственном университете, профессор (1974).
В 1987 году избран членом-корреспондентом АН СССР.
В 2022 году избран академиком РАН.
Главный редактор научного издания «Сибирский журнал индустриальной математики»

## Научные интересы
Работы по уравнениям математической физики, теории обратных задач и интегральной геометрии. Разработал эффективные методы исследования обратных задач математической физики, среди них — обратная кинематическая задача сейсмики (упрощённый вариант — задача интегральной геометрии на семействе геодезических линий), задачи об определении скорости звука и потенциала в обобщённом волновом уравнении, коэффициента ослабления и индикатрисы рассеяния в уравнении переноса излучения, плотности и упругих модулей среды в системе уравнений упругости, коэффициентов электрической проводимости, диэлектрической и магнитной проницаемостей в системе уравнений электродинамики. Определены условия устойчивости и разработаны численные алгоритмы решения перечисленных задач.
Доказаны теоремы о локальной однозначной разрешимости ряда обратных задач. Построена в явном виде весовая функция в методе Карлемана.

## Награды и премии
Лауреат Государственной премии СССР (1987, в составе коллектива М. М. Лаврентьев, Ю. Е. Аниконов, В. Р. Кирейтов, С. П. Шишатский) «За цикл работ „Обратные и некорректные задачи математической физики и анализа“, опубликованный в 1978—1984 годах». Кавалер ордена Дружбы (2015). Награждён медалью ордена «За заслуги перед Отечеством» II степени (1999).